# Tren bala robot Shinkalion
Shinkansen Henkei Robo Shinkalion (新幹線変形ロボ シンカリオン Shinkansen Henkei Robo Shinkarion?, "Transforming Bullet Train Robot Shinkalion") es una franquicia de juguetes japonesa creada por Takara Tomy, en asociación con Japan Railways Group.Es un derivado de la franquicia de trenes en miniatura Plarail de larga duración, con los juguetes lanzados por primera vez el 16 de marzo de 2015. Una adaptación de anime de OLM, Inc. se emitió en todas las estaciones de JNN en Japón desde el 6 de enero. 2018 al 29 de junio de 2019.
Un nuevo anime titulado Shinkansen Henkei Robo Shinkalion Z comenzó a transmitirse el 9 de abril de 2021 en TV Tokyo. Un tercer anime de Signal.MD y Production I.G titulado Shinkalion: Change the World se estrenó en abril de 2024.

## Trama

### Shinkalion THE ANIMATION
Varios incidentes de ataques de monstruos de un grupo misterioso llamado Kitoralzers aparecieron repentinamente en Japón después de la aparición del misterioso Black Shinkansen. En respuesta, se estableció una organización secreta llamada Instituto Shinkansen Ultra Evolution para investigar el Black Shinkansen y sus relaciones con los ataques utilizando Shinkalions, trenes bala que se convierten en robots gigantes. Sin embargo, un día, Hayato Hayasugi, un joven estudiante de primaria que es un gran fanático de los ferrocarriles debido a que su padre es miembro del personal del Museo del Ferrocarril, se involucró accidentalmente en el reciente ataque de los monstruos y descubrió el secreto de su padre trabajando con el Instituto Shinkansen Ultra Evolution. Hayato muestra una sorprendente cantidad de aptitud como conductor de Shinkalion, basado en él usando una aplicación de entrenamiento en la tableta de su padre que él confundió con un juego móvil. A pesar de las preocupaciones iniciales de los miembros adultos de la organización sobre tener niños como conductores, Hayato se une a varios otros niños en el uso de Shinkalions para luchar voluntariamente contra la amenaza de los Kitoralzer

### Película
Aproximadamente medio año después de la derrota de los Kitoralzer, misteriosos seres gigantes aparecen repentinamente del espacio liderados por Nahane y Ohanefu, y planean apoderarse de la Tierra. Durante estos ataques, el Shinkansen Ultra Evolution Institute ha estado ocupado desarrollando un nuevo prototipo de unidad: el Shinkalion ALFA-X. De repente, un Hokuto de 9 años aparece a través del tiempo y el espacio. Al no tener otra opción, el Instituto Shinkansen Ultra Evolution nombró al joven Hokuto para que se convirtiera en el conductor del Shinkalion ALFA-X y traiga a los equipos de todas las ramas de Japón como la última línea de defensa contra los invasores que amenazan el planeta.

### Shinkalion Z
En preparación para el ataque de nuevos enemigos, el Ultra Evolution Institute está desarrollando un nuevo tipo de robot llamado "Shinkalion Z", así como nuevos materiales rodantes de mejora armada conocidos como "Zailiners" que se transforman de trenes convencionales para encender el "Shinkalion Z". Los niños que se convirtieron en los conductores de "Shinkalion Z" con una alta tasa de compatibilidad trabajarán junto con los miembros del personal del instituto para enfrentarse a los monstruos gigantes que reaparecieron. La aparición de enemigos desconocidos y el encuentro de dos chicos.

## Medios

### Mercancía
La franquicia de juguetes Shinkalion original fue lanzada como una escisión de la franquicia Plarail el 16 de marzo de 2015. Los juguetes originales lanzados se asemejan a los trenes Shinkansen normales completos con un tren delantero, un vagón central y un tren trasero y que son compatibles con cualquier vía de Plarail. Pero los tres componentes pueden transformarse y combinarse en un robot de 18 pulgadas de altura y cada figura viene con su propia arma y accesorios. Además, cada figura también puede intercambiar partes para una mayor jugabilidad.
Dentro de cada año, se lanzaron oficialmente nuevas figuras, especialmente durante la ejecución del anime. La línea 2018 también rediseñó muchos modelos existentes para que se parezcan más a los diseños animados y al tipo shinkansen del mundo real, aunque las principales excepciones fueron los modelos Black Shinkalion, que se crearon a partir de diseños hechos a partir de cero elaborados específicamente para el anime. Muchos de los modelos son los trenes delantero y trasero combinados como la mitad superior e inferior del robot, con el vagón central almacenando las armas para el robot resultante. La línea de juguetes para el anime Z presenta modelos de trenes adicionales que forman extremidades y armas de reemplazo mejoradas. A diferencia de los Shinkalions, estos modelos se basaron en trenes convencionales.
También se lanzaron otras mercancías de la serie en forma de llaveros y novedades. Good Smile Company también lanzó maquetas de los mechas de la serie bajo la línea de modelos a escala Moderoid, comenzando con el Shinkalion E5 Hayabusa en febrero de 2019. Se lanzó una figura Nendoroid de Hatsune Miku, hecha en el estilo representado en la serie de anime. en agosto de 2019.

## Episodios

### Primera Temporada (2018)
| N.º | Título | Estreno Original      | Estreno en Latinoamérica |
| --- | --- | --------------------- | ------------------------ |
| 1   | «¡¡Ahora partiendo!! Shinkalion E5 Hayabusa» «Shuppatsu!! Shinkarion Ī Faibu Hayabusa» (出発!!シンカリオン Ｅ５はやぶさ) Hispanoamérica: «¡Partida! Shinkalion E5 Hayabusa»                                                               | 6 de enero de 2018    | 26 de julio de 2021      |
| 2   | «¡Choque! Shinkalion vs el ser monstruoso gigante» «Taiketsu!! Shinkarion Tai Kyodai Kaibuttai» (対決!!シンカリオンVS巨大怪物体) Hispanoamérica: «La batalla de Shinkalion contra el monstruo gigante»                                    | 13 de enero de 2018   | 27 de julio de 2021      |
| 3   | «¡Aquí viene! El francotirador de Akita» «Kitare!! Akita Kara no Sunaipā» (来たれ!!秋田からのスナイパー) Hispanoamérica: «La llegada del tirador de Akita»                                                                                | 20 de enero de 2018   | 28 de julio de 2021      |
| 4   | «¡Fuego! Shinkalion E6 Komachi» «Ute!! Shinkarion Ī Shikkusu Komachi» (撃て!!シンカリオン Ｅ６こまち) Hispanoamérica: «El gran Shinkalion E6 Komachi»                                                                                     | 27 de enero de 2018   | 29 de julio de 2021      |
| 5   | «Choque!! Iron Steamer» «Gekitotsu!! Aian Suchīmā» (激突!!アイアンスチーマー) Hispanoamérica: «El duelo de Iron Steamer» | 3 de febrero de 2018  | 30 de julio de 2021      |
| 6   | «¡¡Descubrimiento!! Shinkalion E7 Kagayaki» «Tsuranuke!! Shinkarion Ī Sebun Kagayaki» (貫け!!シンカリオン Ｅ７かがやき) Hispanoamérica: «¡Dedicación! Shinkalion E7 Kagayaki»                                                             | 10 de febrero de 2018 | 2 de agosto de 2021      |
| 7   | «¡Cooperación! Hayato es un hijo leal» «Kyōryoku!! Hayato wa Kōkō Musuko» (協力!!ハヤトは孝行息子) Hispanoamérica: «La cooperación del buen Hayato»                                                                                       | 17 de febrero de 2018 | 3 de agosto de 2021      |
| 8   | «¡Vincularse! La primera combinación de enlaces» «Renketsu!! Hajimete no Rinku Gattai» (連結!!初めてのリンク合体) Hispanoamérica: «La primera vinculación de enlaces»                                                                     | 24 de febrero de 2018 | 4 de agosto de 2021      |
| 9   | «¡Batalla! El viaje a las aguas termales del Instituto Ultra Evolución» «¡Nettō! Chō Shinka Kenkyūjo Onsen Ryokō» (熱闘!!超進化研究所温泉旅行) Hispanoamérica: «La batalla y el viaje a las aguas termales del instituto Ultra Evolution» | 3 de marzo de 2018    | 5 de agosto de 2021      |
| 10  | «¡Hide! Shinkalion E3 Tsubasa» «¡Shinobe! Shinkarion Ī Surī Tsubasa» (忍べ!!シンカリオン Ｅ３つばさ) Hispanoamérica: «¡Sigiloso! Shinkalion E3 Tsubasa»                                                                                   | 10 de marzo de 2018   | 6 de agosto de 2021      |
| 11  | «¡Polaco! El viejo mecánico del Instituto» «¡Migake! Kenkyūjo no Rō Mekanikku» (磨け!!研究所の老メカニック) Hispanoamérica: «¡Perfecionista! El viejo mecánico del laboratorio»                                                           | 17 de marzo de 2018   | 9 de agosto de 2021      |
| 12  | «¡Impacto! Shinkalion N700A Nozomi» «¡Shōgeki! Shinkarion Enu Nana Hyaku Ē Nozomi» (衝撃!!シンカリオン Ｎ７００Ａのぞみ) Hispanoamérica: «¡Impactante! Shinkalion N700A Nozomi»                                                           | 24 de marzo de 2018   | 10 de agosto de 2021     |
| 13  | «¡Batalla decisiva! Shinkalion VS Genbu» «¡Kessen! Shinkarion Tai Genbu» (決戦!!シンカリオンＶＳゲンブ) Hispanoamérica: «¡La batalla decisiva! Shinkalion VS Genbu»                                                                       | 31 de marzo de 2018   | 11 de agosto de 2021     |